# Echipe naționale fără apariții la Campionatul Mondial de Fotbal

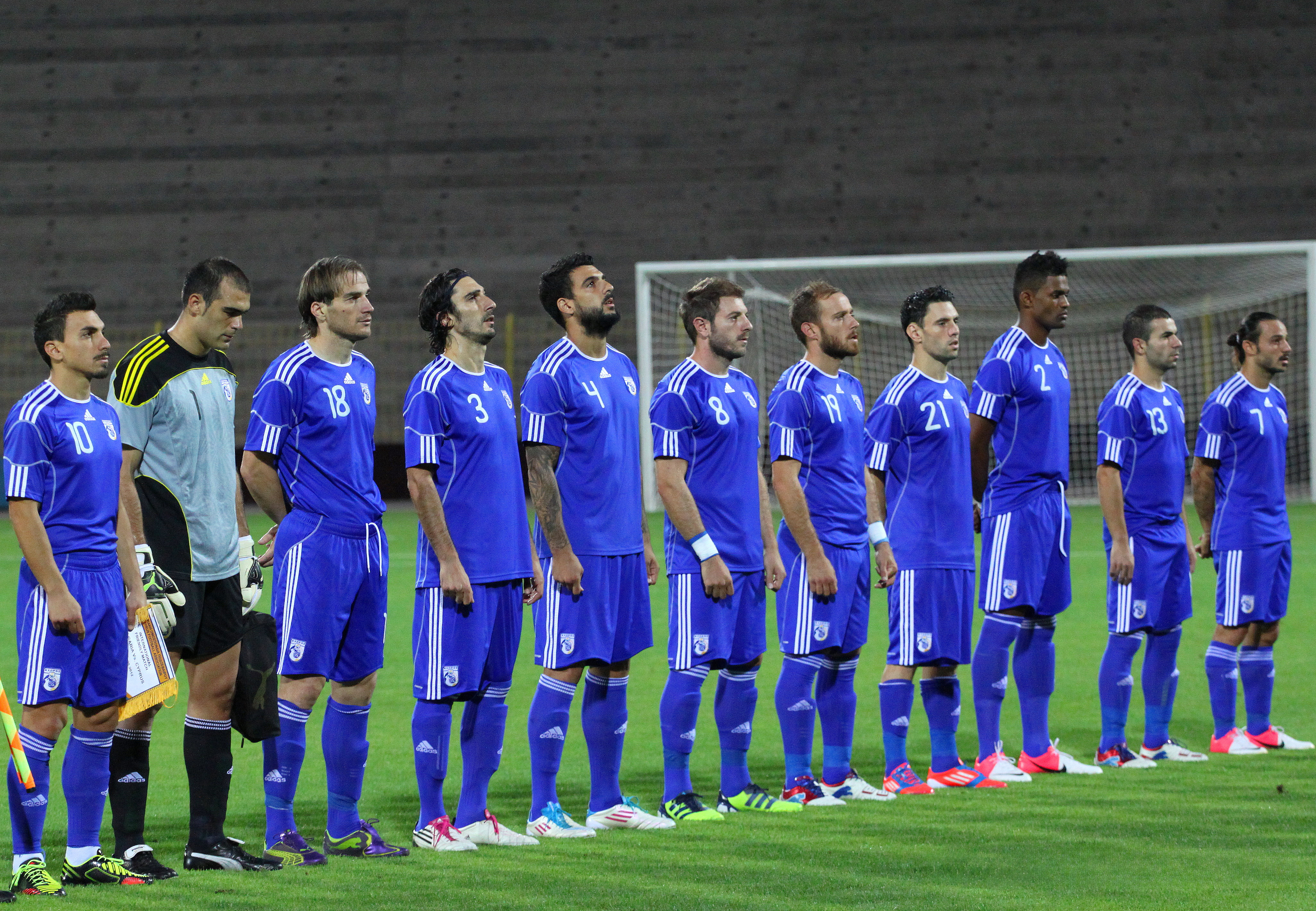
Echipa națională a Ciprului (imagine din 2012) a luat parte la toate preliminariile CM încă din 1962, dar nu s-a calificat niciodată la turneul final.

Aceasta este lista echipelor naționale de fotbal care nu apărut niciodată în turneul final de la Campionatul Mondial de Fotbal. Echipele sunt listate pe secțiuni după confederații și apoi după numărul de încercări nereușite de calificare. Doar echipele memebre FIFA sunt incluse.

## După confederație

### AFC (Asia)
35 din 46 membri FIFA din Asian Football Confederation, nu au ajuns niciodată în turneul final al CM.
| Țara            | Încercări de calificare | Încercări de calificare | Încercări de calificare |
| Țara            | Număr                   | Prima                   | Ultima                  |
| --------------- | ----------------------- | ----------------------- | ----------------------- |
| Siria           | 13                      | 1950                    | 2014                    |
| Hong Kong       | 11                      | 1974                    | 2014                    |
| Malaysia        | 11                      | 1974                    | 2014                    |
| Thailanda       | 11                      | 1974                    | 2014                    |
| Taipeiul Chinez | 10                      | 1978                    | 2014                    |
| Qatar           | 10                      | 1978                    | 2014                    |
| Singapore       | 10                      | 1978                    | 2014                    |
| Bahrain         | 9                       | 1978                    | 2014                    |
| Bangladesh      | 8                       | 1986                    | 2014                    |
| Macao           | 8                       | 1982                    | 2014                    |
| Yemennote a     | 8                       | 1986                    | 2014                    |
| India           | 7                       | 1986                    | 2014                    |
| Iordania†       | 7                       | 1986                    | 2010                    |
| Oman            | 7                       | 1990                    | 2014                    |
| Pakistan        | 7                       | 1990                    | 2014                    |
| Liban           | 6                       | 1994                    | 2014                    |
| Nepal           | 6                       | 1986                    | 2014                    |
| Sri Lanka       | 6                       | 1994                    | 2014                    |
| Vietnam         | 6                       | 1994                    | 2014                    |
| Kârgâzstan      | 5                       | 1998                    | 2014                    |
| Maldive         | 5                       | 1998                    | 2014                    |
| Tadjikistan     | 5                       | 1998                    | 2014                    |
| Turkmenistan    | 5                       | 1998                    | 2014                    |
| Uzbekistan      | 5                       | 1998                    | 2014                    |
| Cambodgia       | 4                       | 1998                    | 2014                    |
| Mongolia        | 4                       | 2002                    | 2014                    |
| Palestina       | 4                       | 2002                    | 2014                    |
| Afganistan      | 3                       | 2006                    | 2014                    |
| Laos            | 3                       | 2002                    | 2014                    |
| Filipine        | 3                       | 1998                    | 2014                    |
| Brunei          | 2                       | 1986                    | 2002                    |
| Myanmar         | 2                       | 2010                    | 2014                    |
| Timorul de Est  | 2                       | 2010                    | 2014                    |
| Guam            | 1                       | 2002                    | 2002                    |
| Bhutan          | 0                       | —                       | —                       |

nota a Statisticile includ și  Yemenul de Nord.

### CAF
41 din cei 54 de membri activi ai FIFA și CAF nu s-au calificat la Campionatul Mondial.
| Țara                    | Încercări de calificare | Încercări de calificare | Încercări de calificare |
| Țara                    | Număr                   | Prima                   | Ultima                  |
| ----------------------- | ----------------------- | ----------------------- | ----------------------- |
| Zambia                  | 12                      | 1970                    | 2014                    |
| Guineea                 | 11                      | 1974                    | 2014                    |
| Kenya                   | 11                      | 1974                    | 2014                    |
| Sudan                   | 11                      | 1958                    | 2014                    |
| Zimbabwe                | 10                      | 1970                    | 2014                    |
| Etiopia†                | 10                      | 1962                    | 2014                    |
| Libia                   | 9                       | 1970                    | 2014                    |
| Malawi                  | 9                       | 1978                    | 2014                    |
| Sierra Leone            | 9                       | 1974                    | 2014                    |
| Congo                   | 8                       | 1974                    | 2014                    |
| Liberia                 | 8                       | 1982                    | 2014                    |
| Madagascar              | 8                       | 1982                    | 2014                    |
| Tanzania                | 8                       | 1974                    | 2014                    |
| Uganda                  | 8                       | 1978                    | 2014                    |
| Benin                   | 7                       | 1974                    | 2014                    |
| Gabon                   | 7                       | 1990                    | 2014                    |
| Gambia                  | 7                       | 1982                    | 2014                    |
| Mozambic                | 7                       | 1982                    | 2014                    |
| Burkina Faso†           | 6                       | 1978                    | 2010                    |
| Lesotho                 | 6                       | 1974                    | 2014                    |
| Mauritius               | 6                       | 1974                    | 2010                    |
| Namibia                 | 6                       | 1994                    | 2014                    |
| Niger                   | 6                       | 1978                    | 2014                    |
| Eswatini                | 6                       | 1994                    | 2014                    |
| Botswana                | 5                       | 1994                    | 2014                    |
| Burundi                 | 5                       | 1994                    | 2014                    |
| Guinea-Bissau           | 5                       | 1998                    | 2014                    |
| Mauritania              | 5                       | 1978                    | 2010                    |
| Rwanda                  | 5                       | 1998                    | 2014                    |
| Somalia                 | 5                       | 1982                    | 2014                    |
| Capul Verde             | 4                       | 2002                    | 2014                    |
| Ciad                    | 4                       | 2002                    | 2014                    |
| Guineea Ecuatorială     | 4                       | 2002                    | 2014                    |
| Mali                    | 4                       | 2002                    | 2014                    |
| Seychelles              | 4                       | 2002                    | 2014                    |
| Djibouti                | 3                       | 2002                    | 2014                    |
| Eritrea                 | 3                       | 2002                    | 2014                    |
| São Tomé și Príncipe    | 3                       | 2002                    | 2014                    |
| Republica Centrafricană | 2                       | 2002                    | 2014                    |
| Comore                  | 2                       | 2010                    | 2014                    |
| Sudanul de Sud          | 0                       | —                       | —                       |

### CONCACAF
25 din cei 35 de membri activi ai FIFA și CONCACAF nu s-au calificat la Campionatul Mondial.
| Țara                          | Încercări de calificare | Încercări de calificare | Încercări de calificare |
| Țara                          | Număr                   | Prima                   | Ultima                  |
| ----------------------------- | ----------------------- | ----------------------- | ----------------------- |
| Curaçaonote b                 | 15                      | 1958                    | 2014                    |
| Guatemala                     | 14                      | 1958                    | 2014                    |
| Surinam                       | 13                      | 1962                    | 2014                    |
| Panama                        | 10                      | 1978                    | 2014                    |
| Antigua și Barbuda            | 9                       | 1974                    | 2014                    |
| Guyana                        | 9                       | 1978                    | 2014                    |
| Puerto Rico                   | 8                       | 1974                    | 2014                    |
| Barbados                      | 7                       | 1978                    | 2014                    |
| Republica Dominicană          | 7                       | 1978                    | 2014                    |
| Insulele Bermude              | 6                       | 1970                    | 2014                    |
| Grenada                       | 6                       | 1982                    | 2014                    |
| Nicaragua                     | 6                       | 1994                    | 2014                    |
| Sfânta Lucia                  | 6                       | 1994                    | 2014                    |
| Sfântul Vicențiu și Grenadine | 6                       | 1994                    | 2014                    |
| Aruba                         | 5                       | 1998                    | 2014                    |
| Belize                        | 5                       | 1998                    | 2014                    |
| Insulele Cayman               | 5                       | 1998                    | 2014                    |
| Dominica                      | 5                       | 1998                    | 2014                    |
| Sfântul Cristofor și Nevis    | 5                       | 1998                    | 2014                    |
| Anguilla                      | 4                       | 2002                    | 2014                    |
| Bahamas                       | 4                       | 2002                    | 2014                    |
| Insulele Virgine Britanice    | 4                       | 2002                    | 2014                    |
| Montserrat                    | 4                       | 2002                    | 2014                    |
| Insulele Turks și Caicos      | 4                       | 2002                    | 2014                    |
| Insulele Virgine Americane    | 4                       | 2002                    | 2014                    |

note b Numerele includ și rezultatele  Antilele Neerlandeze.

### CONMEBOL
Unul din cei 10 membri activi ai FIFA și CONMEBOL nu s-a calificat la Campionatul Mondial.
| Țara      | Încercări de calificare | Încercări de calificare | Încercări de calificare |
| Țara      | Număr                   | Prima                   | Ultima                  |
| --------- | ----------------------- | ----------------------- | ----------------------- |
| Venezuela | 12                      | 1966                    | 2014                    |

### OFC
10 din cei 11 de membri activi ai FIFA și OFC nu s-au calificat la Campionatul Mondial.
| Țara              | Încercări de calificare | Încercări de calificare | Încercări de calificare |
| Țara              | Număr                   | Prima                   | Ultima                  |
| ----------------- | ----------------------- | ----------------------- | ----------------------- |
| Fiji              | 8                       | 1982                    | 2014                    |
| Insulele Solomon  | 6                       | 1994                    | 2014                    |
| Tahiti            | 6                       | 1994                    | 2014                    |
| Vanuatu           | 6                       | 1994                    | 2014                    |
| Insulele Cook     | 5                       | 1998                    | 2014                    |
| Samoa             | 5                       | 1998                    | 2014                    |
| Tonga             | 5                       | 1998                    | 2014                    |
| Samoa Americană   | 4                       | 2002                    | 2014                    |
| Noua Caledonie    | 3                       | 2006                    | 2014                    |
| Papua Noua Guinee | 3                       | 1998                    | 2014                    |

### UEFA
21 din cei 53 de membri activi ai FIFA și UEFA nu s-au calificat la Campionatul Mondial.
| Țara              | Încercări de calificare | Încercări de calificare | Încercări de calificare |
| Țara              | Număr                   | Prima                   | Ultima                  |
| ----------------- | ----------------------- | ----------------------- | ----------------------- |
| Luxemburg         | 19                      | 1934                    | 2014                    |
| Finlanda          | 18                      | 1938                    | 2014                    |
| Cipru             | 14                      | 1962                    | 2014                    |
| Albania           | 11                      | 1966                    | 2014                    |
| Islanda†          | 11                      | 1958                    | 2010                    |
| Malta             | 11                      | 1974                    | 2014                    |
| Estonia           | 8                       | 1934                    | 2014                    |
| Lituania          | 8                       | 1934                    | 2014                    |
| Letonia           | 7                       | 1938                    | 2014                    |
| Insulele Feroe    | 6                       | 1994                    | 2014                    |
| San Marino        | 6                       | 1994                    | 2014                    |
| Armenia           | 5                       | 1998                    | 2014                    |
| Azerbaidjan       | 5                       | 1998                    | 2014                    |
| Belarus           | 5                       | 1998                    | 2014                    |
| Georgia           | 5                       | 1998                    | 2014                    |
| Kazahstan         | 5                       | 1998                    | 2014                    |
| Liechtenstein     | 5                       | 1998                    | 2014                    |
| Macedonia de Nord | 5                       | 1998                    | 2014                    |
| Republica Moldova | 5                       | 1998                    | 2014                    |
| Andorra           | 4                       | 2002                    | 2014                    |
| Muntenegru        | 2                       | 2010                    | 2014                    |

### Foste țări
note c
| Țara             | Încercări de calificare | Încercări de calificare | Încercări de calificare |
| Țara             | Număr                   | Prima                   | Ultima                  |
| ---------------- | ----------------------- | ----------------------- | ----------------------- |
| Saar             | 1                       | 1954                    | 1954                    |
| Vietnamul de Sud | 1                       | 1974                    | 1974                    |
| Yemenul de Sud   | 1                       | 1986                    | 1986                    |

note c Excluzând  Antilele Neerlandeze și  Yemenul de Nord, care fac parte în prezent din  Curaçao și  Yemen.